# Gardon (strumento musicale)
Il  gardon, o più correttamente ütőgardon, è uno strumento musicale cordofono a percussione tradizionale, originario della Transilvania e parte del patrimonio culturale folklorico delle etnie magiarofone dei Siculi di Transilvania e dei Csángó, benché talvolta utilizzato anche da rumeni, serbi e moldavi.

## Com'è fatto
L'aspetto dello strumento, intagliato in un blocco di legno massiccio, ricorda vagamente quello del violoncello, ma le sue quattro corde non sono sfregate con un archetto, bensì percosse con un bastone. 

Il suo suono, tipicamente, accompagna quello di uno o di più violini.